# Buffalo City (Cabo Oriental)
Buffalo City é um município situado no distrito de Amatole, na costa leste da Província do Cabo Oriental, na África do Sul (coordenadas 33.19 S 27.16 E). Foi criado no ano 2000 na sequência da reorganização territorial da África do Sul, e inclui East London e King William's Town, bem como os grandes townships de Mdantsane e Zwelitsha.
O nome do município provém do Rio Buffalo, em cujo estuário está localizado o único porto fluvial da África do Sul.
A região tem uma boa base industrial, com uma grande componente de indústria automóvel. A DaimlerChrysler tem uma grande linha de montagem perto do porto de East London, e produz diversos veículos para exportação.
O clima é suave, com sol todo o ano. A pluviosidade média anual é de 850 mm.
A população de 701,873 habitantes (2001) é maioritariamente africana (85,2%), com minorias branca (8,4%) e mestiça (5,7%). Existe igualmente uma pequena comunidade indiana (0,6%).
O presidente do município, Rev. Sindisile Maclean (ANC), foi eleito no ano 2000.
Está geminada com Gävle, na Suécia e Leida, nos Países Baixos.